# Kaos Rock
I Kaos Rock sono stati un gruppo punk rock e pop punk italiano. Iniziarono la loro carriera nel 1979 come parte della prima ondata punk italiana. Il gruppo era capitanato da Gianni Muciaccia che poi divenne compagno e collaboratore di Giovanna Coletti in arte Jo Squillo, allora impegnata nel gruppo musicale Kandeggina Gang.

## Storia

### Periodo di attività
I Kaos Rock si formano nel 1979 all'interno del centro sociale Santa Marta di Milano e della scuola di musica ad esso connessa. Nella scuola fra gli insegnanti c'era anche Demetrio Stratos, degli Area, negli ultimi anni della sua vita. Sempre all' interno del Santa Marta nascono altri gruppi fra i quali le Kandeggina Gang di Jo Squillo, compagna di Gianni Muciaccia.
Nel 1979, dopo la morte di Demetrio Stratos, partecipano al concerto Omaggio a Demetrio Stratos, organizzato dalla Cramps Records di Gianni Sassi. Dalle registrazioni del concerto furono estratti brani per la realizzazione dell'album che ne raccoglieva i partecipanti. Fra questi comparivano gli Area, Francesco Guccini, Eugenio Finardi, Roberto Ciotti, Angelo Branduardi, Antonello Venditti, Skiantos ed altri
Il 6 febbraio 1980 il gruppo viene invitato dalla Cramps Records al festival musicale Rock '80. I gruppi ivi presentati furono inseriti nella compilation dall'omonimo titolo e fra questi vi erano oltre alle Kaos Rock anche gli Skiantos, gli Windopen, i Take Four Doses, gli X Rated, le Kandeggina Gang ed i Dirty Actions. Rock '80 fu ristampato più volte negli anni in Italia ed in Germania. Nello stesso anno esce la loro prima pubblicazione, un singolo dal titolo Basta, Basta/La rapina, ancora marcato Rock '80 e contenente i due brani precedentemente inseriti nella raccolta.
In seguito al discreto successo ottenuto dai loro brani, la Cramps Records produce il loro LP dal titolo W.W.3, che Arturo Compagnoni nel suo Italia '80. Il Rock indipendente italiano negli anni Ottanta descrive come "valido esempio di punk virato al pop, veloce e diretto senza fronzoli eppure infarcito di melodie a presa rapida" Dal disco fu pubblicato il relativo singolo su 7" dal titolo Oh! Caro Amore/Policeman.
Sempre nel 1980 i Kaos Rock, tentando di intercettare il malcontento politico degli appartenenti al movimento del Settantasette, danno l'avvio alla lista civica per le comunali di Milano "Lista Rock". L'esperimento fu portato avanti da diversi esponenti del centro sociale Santa Marta, ed ebbe molta risonanza mediatica, tanto che ne parlarono anche a livello nazionale L'Espresso e Panorama.

### Dopo il Kaos Rock
Gianni Muciaccia fondò il gruppo new wave/italo dance Kaos, ed intraprenderà la carriera di direttore artistico e produttore discografico, affiancando anche l'attività di sua moglie e compagna Jo Squillo. Oggi Gianni Muciaccia è regista di TV Moda.
Luigi Schiavone entrerà negli Champagne Molotov, per poi diventare il chitarrista storico di Enrico Ruggeri.
Maurizio Granata intraprende la carriera di musicista nella musica leggera italiana suonando fra gli altri con Umberto Tozzi, Tricarico e Rossovivo.
Nel 1997 l'etichetta tedesca Redrum Records (KBD) inserisce il brano La rapina in una delle loro raccolta dal titolo Killed By Death #201 - D'Italia.
Nel 2010 "Basta Basta" viene inserita nell'album raccolta dal titolo L'Anthologia New Wave (Punk E Post-Punk, 1977-1980).

## Formazione
- Cesare Pedrotti - voce
- Gianni Muciaccia - basso
- Luigi Schiavone - chitarra
- Gianfranco Segatto - chitarra
- Maurizio Granata - batteria

## Discografia
Album in studio
- 1980 - W.W.3 (LP, Cramps Records)
- 1982 - Shake (LP, 20th Secret)

Singoli
- 1979 - Basta, basta/La rapina (7", Cramps Records)
- 1980 - Oh! Caro amore/Policeman (LP, Cramps Records)

Partecipazioni
- 1979 - 1979 Il Concerto - Omaggio A Demetrio Stratos (LP, Cramps Records)
- 1980 - Rock '80 (LP, Cramps Records)
- 1997 - Killed by Death #201 - D'Italia (LP, Redrum Records (KBD))
- 2010 - L'Anthologia New Wave (Punk E Post-Punk, 1977-1980) (LP, Cramps Records)